# Avatar: The Last Airbender (1.ª temporada)
A primeira temporada (referida como Livro Um: Água) de Avatar: The Last Airbender, uma série de animação americana produzida pela Nickelodeon, foi transmitida entre 21 de fevereiro e 2 de dezembro de 2005, totalizando 20 episódios. O programa foi criado por Michael Dante DiMartino e Bryan Konietzko, e apresentou Zach Tyler Eisen, Mae Whitman, Jack DeSena, Dante Basco, Dee Bradley Baker, Mako Iwamatsu e Jason Isaacs como as vozes dos personagens principais.
A temporada gira em torno do protagonista, Aang, e de seus amigos Katara e Sokka, que vão em uma viagem ao Polo Norte para encontrar um mestre de dominação de água para ensinar Aang e Katara. Enquanto isso, a Nação do Fogo trava uma guerra aparentemente sem fim contra o Reino da Terra e as Tribos da Água após o desaparecimento dos Nômades do Ar, ocorrido muito tempo antes. Aang, o atual Avatar, deve dominar os quatro elementos (ar, água, terra e fogo) para acabar com o conflito. Ao longo do caminho, ele e seus amigos são perseguidos pelo Príncipe Zuko, banido da Nação do Fogo, e seu tio, o ex-general Iroh, bem como pelo Almirante Zhao da Marinha do Fogo.
Entre 31 de janeiro de 2006 e 19 de setembro de 2006, um box com cinco DVDs foi lançado nos Estados Unidos, cada um contendo quatro episódios da temporada. Em 12 de setembro de 2006, a Nickelodeon também lançou o "Complete Book 1 Collection Box Set", que continha todos os episódios, bem como um disco com conteúdos especiais. Os lançamentos originais foram codificados na Região 1, no entanto, entre 2007 a 2009 a emissora também lançou DVDs para as Regiões 2 e 4.
Cada episódio da temporada foi assistido por mais de um milhão de espectadores em suas exibições originais. O programa ganhou os prêmios de "melhor série de televisão" e "melhor série de televisão animada" nos grupos demográficos de 9 a 14 anos nos Prêmios Pulcinella de 2005, que oferece condecorações pela excelência em animação. A primeira temporada ainda foi adaptada em um filme live-action, The Last Airbender, que foi dirigido por M. Night Shyamalan e lançado em 2010.

## Produção
O programa foi produzido e exibido na Nickelodeon, que é de propriedade da Viacom. Os produtores executivos da série foram os co-criadores Michael Dante DiMartino e Bryan Konietzko, que já tinham trabalhado junto com o diretor e co-produtor Aaron Ehasz. Oito episódios foram dirigidos por Dave Filoni. Os diretores de animação Lauren MacMullan e Giancarlo Volpe comandaram cinco episódios cada, enquanto Anthony Lioi dirigiu dois.
Os episódios foram escritos por uma equipe de roteiristas, que incluía Nick Malis, John O'Bryan, Matthew Hubbard, James Eagan, Ian Wilcox, Tim Hedrick e Elizabeth Welch Ehasz. Toda a trilha sonora da série foi composta pela "Equipe das Trilhas", que consistia em Jeremy Zuckerman e Benjamin Wynn, que eram conhecidos pelos produtores porque Zuckerman era colega de quarto de Konietzko. DR Movie e JM Animation Co, dois estúdios coreanos, foram contratados para fornecer suporte de produção de animação para a série.
Um episódio piloto, animado pela Tin House, Inc., escrito por Michael Dante DiMartino e Bryan Konietzko e dirigido por Dave Filoni, foi feito em 2004. Nesta versão, Katara se chamava Kya e Mitchel Musso foi o ator de voz de Aang, que posteriormente foi substituído por Zach Tyler Eisen na versão final. O episódio nunca foi exibido na televisão, mas foi lançado como um dos extras no box de DVDs NTSC da primeira temporada e vinha com comentários em áudio dos criadores da série. Em 14 de junho de 2010, o piloto foi disponibilizado com e sem comentários através do iTunes Store.

### Elenco
A maioria dos personagens principais fizeram sua estreia nos três primeiros episódios. Zach Tyler Eisen e Mae Whitman forneceram as vozes dos protagonistas Aang e Katara, enquanto Jack DeSena fez a voz de Sokka. Dante Basco e Mako estrelaram como os antagonistas Zuko e Iroh, embora seus papéis na série mudam perto do final da temporada. Os companheiros animais de Aang, Appa e Momo, foram interpretados por Dee Bradley Baker. O Almirante Zhao, um inimigo de Aang e Zuko, é dublado por Jason Isaacs e introduzido no terceiro episódio. No meio da temporada, Aang e seus amigos encontram Jet, que foi interpretado por Crawford Wilson.

## Episódios
| N.º na série | N.º na temp. | Título original Título no Brasil Título em Portugal                                                                                                   | Animado por  | Dirigido por     | Escrito por                               | Exibição original       | Cód. de produção |
| --- | ------------ | --- | ------------ | ---------------- | ----------------------------------------- | ----------------------- | ---------------- |
| 1 | 1            | "The Boy in the Iceberg" "O Garoto no Iceberg" "O Rapaz no Iceberg"                                                                                   | JM Animation | Dave Filoni      | Michael Dante DiMartino e Bryan Konietzko | 21 de fevereiro de 2005 | 101              |
| Ao pescar, Sokka e Katara descobrem Aang e seu bisonte voador Appa preso em um iceberg. Depois de libertá-lo, eles descobrem que o garoto é um dominador de ar, a quem acreditavam estarem extintos há cem anos. Enquanto isso, Zuko, o príncipe da Nação do Fogo, está patrulhando os mares em busca do Avatar, a única pessoa capaz de impedir a vitória da sua nação na guerra. Ao explorar um navio abandonado inimigo, Katara diz a Aang sobre o conflito, que tem acontecido nos últimos cem anos. Os dois acidentalmente disparam uma armadilha, alertando Zuko sobre sua localização. |              | |              |                  |                                           |                         |                  |
| 2 | 2            | "The Avatar Returns" "O Retorno do Avatar" "O Regresso do Avatar"                                                                                     | JM Animation | Dave Filoni      | Michael Dante DiMartino e Bryan Konietzko | 21 de fevereiro de 2005 | 102              |
| Quando Zuko localiza a Tribo da Água do Sul, local onde Aang estava, ele exige a rendição do Avatar. Aang volta para a aldeia, depois de ter sido expulso, para se entregar a Zuko como parte um acordo para ele deixar a tribo em paz. Com a ajuda de Katara e Sokka, Aang consegue derrotar Zuko e seus subordinados e fugir. Katara e Sokka decidem viajar com Aang para o Polo Norte para ajudá-lo a encontrar um mestre dominador de água que possa ensiná-lo. |              | |              |                  |                                           |                         |                  |
| 3 | 3            | "The Southern Air Temple" "O Templo de Ar do Sul" "O Templo do Ar do Sul"                                                                             | DR Movie     | Lauren MacMullan | Michael Dante DiMartino                   | 25 de fevereiro de 2005 | 103              |
| Devido ao interesse em reviver antigas lembranças, Aang sugere uma visita ao Templo de Ar do Sul. Ele conta histórias de seu antigo mentor, Monge Gyatso, bem como de esportes e jogos dos dominadores de ar. Quando Aang descobre que a Nação do Fogo matou todos os nômades, ele fica irritado e entra no Estado de Avatar. Enquanto isso, Zuko para em um cais para consertar seu navio. Lá, ele e seu tio Iroh se deparam com o Comandante Zhao, que descobre o retorno do Avatar. Zuko então derrota Zhao em um duelo sobre o direito de rastreá-lo. |              | |              |                  |                                           |                         |                  |
| 4 | 4            | "Warriors of Kyoshi" "As Guerreiras de Kyoshi" | JM Animation | Giancarlo Volpe  | Nick Malis                                | 4 de março de 2005      | 104              |
| À procura de um descanso de suas viagens, o grupo vai para a Ilha Kyoshi, onde Aang tenta montar o Elefante Koi, um peixe gigante que habita as águas próximas. Antes de irem embora, eles são capturados por um grupo de guerreiras que vivem na ilha. Aang é capaz de convencê-las a confiar nele, pois Kyoshi era uma ancestral Avatar. Enquanto isso, Sokka é treinado pela guerreira Suki, que consegue mudar sua atitude sexista, e Aang deixa a reverência da aldeia subir sua cabeça. Zuko consegue apanha-los e começa a queimar a aldeia até o grupo sair de lá. |              | |              |                  |                                           |                         |                  |
| 5 | 5            | "The King of Omashu" "O Rei de Omashu" | DR Movie     | Anthony Lioi     | John O'Bryan                              | 18 de março de 2005     | 105              |
| A próxima parada do grupo é a cidade de Omashu. Ali, Aang mostra a Katara e Sokka o sistema de entrega de correio, que ele e seu amigo Bumi usavam para se divertir há cem anos. O trio arruma problemas depois de destruir o carrinho de um comerciante de repolhos e precisam confrontar o rei louco da cidade. Este descobre que Aang é o Avatar, e o coloca em três desafios mortais para testar suas habilidades. Depois de completá-los com sucesso, Aang descobre que o rei é seu velho amigo Bumi. |              | |              |                  |                                           |                         |                  |
| 6 | 6            | "Imprisioned" "Aprisionados" | JM Animation | Dave Filoni      | Matthew Hubbard                           | 25 de março de 2005     | 106              |
| Aang, Katara e Sokka acampam perto de uma pequena cidade do Reino da Terra que é controlada pela Nação do Fogo, cujo proíbe a dominação de terra. Katara convence um jovem dominador chamado Haru, a salvar um velho com seu poder, mas ele acaba capturado pelos soldados. Katara então planeja um plano e se deixa ser capturada para Aang e Sokka poderem segui-la até onde Haru foi levado e libertá-lo. Na prisão, uma fortaleza marítima de metal, Aang e Katara incitam uma rebelião com um discurso inspirador e usam carvão para dar coragem aos dominadores de terra, que iniciam uma revolta e conseguem se libertar. Eles então se dirigem de volta para suas cidades ocupadas para também libertá-las. |              | |              |                  |                                           |                         |                  |
| 7 | 7            | "Winter Solstice Part 1: The Spirit World" "Solstício de Inverno Parte 1: O Mundo Espiritual" "O Solstício de Inverno Parte 1: O Mundo dos Espíritos" | DR Movie     | Lauren MacMullan | Aaron Ehasz                               | 8 de abril de 2005      | 107              |
| Aang encontra-se em uma pequena aldeia do Reino da Terra que está sendo atacada por um monstro do Mundo Espiritual. Uma noite, esse monstro (chamado Hei Bai) captura Sokka. Aang decide ir atrás dele e acidentalmente acaba no Mundo Espiritual, onde é informado de que o Avatar Roku tem uma mensagem para ele. Aang consegue acalmar o animal, restaurando a paz na aldeia. Enquanto isso, Iroh é capturado pelo Reino da Terra. Os soldados que o capturaram desejam levá-lo de volta a Ba Sing Se para enfrentar a justiça. Isso faz com que Zuko pare sua perseguição e vá atrás de seu tio. |              | |              |                  |                                           |                         |                  |
| 8 | 8            | "Winter Solstice Part 2: Avatar Roku" "Solstício de Inverno Parte 2: O Avatar Roku" "O Solstício de Inverno Parte 2: O Avatar Roku"                   | DR Movie     | Giancarlo Volpe  | Michael Dante DiMartino                   | 15 de abril de 2005     | 108              |
| Aang tem que viajar para o Templo do Fogo para receber a mensagem do Avatar Roku no Solstício de Inverno. Eles são perseguidos por Zuko e atacados por um bloqueio da Nação do Fogo liderado por Zhao no caminho para lá. Quando Aang chega ao templo, ele fica chocado ao descobrir que cinco sábios do fogo não há mais aliados do Avatar. No entanto, um sábio amigável ajuda Aang a chegar ao santuário onde ele pode conversar com Roku. Este então informa a Aang sobre "o cometa de Sozin", que retornará em pouco menos de um ano e dará à Nação do Fogo o poder de terminar a guerra. Quando Aang sai do santuário, ele é atacado por Zhao e os sábios. No entanto, o espírito de Roku se manifesta nele e ajuda seus amigos a escaparem, bem como destrói o templo. |              | |              |                  |                                           |                         |                  |
| 9 | 9            | "The Waterbending Scroll" "O Pergaminho da Dobra D'Água" "O Pergaminho do Waterbending"                                                               | JM Animation | Anthony Lioi     | John O'Bryan                              | 29 de abril de 2005     | 109              |
| Katara começa a ensinar a Aang a dominação de água, mas Aang acidentalmente molha os suprimentos da equipe enquanto praticava. Quando eles vão para a cidade para reabastecer, Katara encontra um pergaminho em um navio de piratas. Depois que ela rouba o artefato, os piratas perseguem o grupo, mas eles conseguem escapar. Aang e Katara começam a praticar a dominação de água, mas Katara fica frustrada quando Aang aprende mais facilmente as técnicas. Enquanto isso, Zuko faz um acordo com os piratas para encontrar Aang e o pergaminho que Katara roubou. Zuko captura Katara e os piratas capturam Aang e Sokka. Após uma briga entre a equipe de Zuko e os piratas, Aang e seus amigos escapam com o pergaminho. |              | |              |                  |                                           |                         |                  |
| 10 | 10           | "Jet" "Jato" "Jet" | JM Animation | Dave Filoni      | James Eagan                               | 6 de maio de 2005       | 110              |
| Um grupo de guerrilheiros, liderados por Jet, resgata Aang, Katara e Sokka de um pequeno grupo de soldados da Nação do Fogo. Jet convida a equipe para ir ao esconderijo dos Lutadores da Liberdade, onde eles traçam seus ataques. Sokka tem suspeitas sobre Jet, no entanto, o jovem rebelde pede para ele acompanhá-lo em uma missão. Após o grupo atacar um velho da Nação do Fogo, Sokka se torna mais cético quanto aos seus motivos. Enquanto isso, Aang e Katara decidem ajudar Jet a salvar uma cidade do Reino da Terra próxima, mas a intenção real do jovem é afogar toda a aldeia. No entanto, Sokka consegue evacuar a cidade a tempo. |              | |              |                  |                                           |                         |                  |
| 11 | 11           | "The Great Divide" "A Grande Divisão" | DR Movie     | Giancarlo Volpe  | John O'Bryan                              | 20 de maio de 2005      | 111              |
| O próximo destino do grupo é a Grande Divisão, o maior cânion do mundo. Katara e Sokka começam a brigar, então Aang decide colocar suas habilidades de Avatar à prova e resolve com sucesso a disputa entre os dois. Quando duas tribos do Reino da Terra que estão em confronto por cem anos precisam atravessar o cânion juntos, Aang envia Appa com as pessoas mais idosas e doentes das duas tribos e, com a ajuda de um dominador de terra experiente, guia o resto das pessoas através do cânion. No fim, ele consegue acabar com a disputa entre as duas tribos, que viajam juntas para a capital Ba Sing Se. |              | |              |                  |                                           |                         |                  |
| 12 | 12           | "The Storm" "A Tempestade" | JM Animation | Lauren MacMullan | Aaron Ehasz                               | 3 de junho de 2005      | 112              |
| O grupo precisa de dinheiro, então Sokka decide ajudar um pescador que está disposto a pagá-lo para ajudá-lo em sua próxima viagem de pesca, mesmo com uma tempestade iminente. O pescador reconhece Aang como o Avatar "que virou as costas para o mundo". Ele então foge, mas Katara consegue segui-lo. Aang revela que os monges no Templo de Ar do Sul queriam enviá-lo para o Templo de Ar do Leste para separá-lo do Monge Gyatso, levando a sua eventual fuga e seu aprisionamento acidental em um iceberg. Enquanto isso, no navio de Zuko, sua tripulação começa a questionar sua liderança, até que Iroh lhes conta sobre como o príncipe recebeu sua cicatriz e foi banido da Nação do Fogo por seu próprio pai. |              | |              |                  |                                           |                         |                  |
| 13 | 13           | "The Blue Spirit" "O Espírito Azul" | DR Movie     | Dave Filoni      | Michael Dante DiMartino e Bryan Konietzko | 17 de junho de 2005     | 113              |
| Sokka fica doente devido a tempestade. Quando Katara começa a adoecer também, Aang vai a um instituto herbalista nas proximidades, na esperança de encontrar uma cura para seus amigos. A herbalista diz a ele para encontrar sapos do pântano do vale congelados. A caminho do lugar, Aang é pego por um grupo de arqueiros Yuu Yan da Nação do Fogo. No entanto, um Zuko mascarado consegue resgatá-lo da posse de Zhao. |              | |              |                  |                                           |                         |                  |
| 14 | 14           | "The Fortuneteller" "A Adivinha" "A Vidente" | JM Animation | Dave Filoni      | Aaron Ehasz e John O'Bryan                | 23 de setembro de 2005  | 114              |
| Katara, Aang e Sokka vão para uma aldeia que depende exclusivamente das previsões de uma adivinha, a tia Wu. Sokka fica cético e se recusa a acreditar em algo que a mulher diz, e tenta refutar todas as previsões que ela faz. Katara, por outro lado, fica obcecada e continua retornando a casa da adivinha para mais previsões. Aang mantém uma mente aberta, mas sua opinião muda rapidamente quando ele e Sokka voam para o topo de um vulcão próximo, que está prestes a entrar em erupção, refutando uma das previsões da tia Wu. Katara e Aang usam a dominação de água para manipular as nuvens como aviso para as pessoas e o grupo consegue evacuar a aldeia a tempo. |              | |              |                  |                                           |                         |                  |
| 15 | 15           | "Bato of the Water Tribe" "Bato da Tribo da Água" | DR Movie     | Giancarlo Volpe  | Ian Wilcox                                | 7 de outubro de 2005    | 115              |
| Sokka, Aang e Katara encontram um navio da frota da Tribo da Água aparentemente abandonado. Acampando no barco, as crianças descobrem que ele pertence a Bato, um velho amigo de Katara, Sokka e seu pai da Tribo da Água do Sul. Enquanto eles relembram os velhos tempos, Aang sente-se solitário, e quando a conversa chega no pai de Katara e Sokka, ele teme que seus amigos possam deixá-lo. Quando um mensageiro chega com uma mensagem do pai deles, Aang a intercepta e guarda para si mesmo. Mais tarde ele entrega o bilhete, mas Sokka insiste em deixá-lo para encontrar seu pai. Enquanto isso, Zuko encontra uma caçadora de recompensas para ajudá-lo a rastrear o Avatar. Após serem atacados, Katara e Sokka decidem continuar em sua jornada com Aang para o Polo Norte. |              | |              |                  |                                           |                         |                  |
| 16 | 16           | "The Deserter" "O Desertor" | JM Animation | Lauren MacMullan | Tim Hedrick                               | 21 de outubro de 2005   | 116              |
| O grupo viaja para uma cidade da Nação do Fogo, que hospeda um festival da cultura local. Eles tentam se disfarçar, mas a identidade de Aang é descoberta. No entanto, um homem estranho os ajuda a escapar. Este homem, chamado Chey, diz ao trio sobre "o desertor", um homem chamado Jeong Jeong, o primeiro a abandonar o exército da Nação do Fogo. Mais importante ainda, ele é um mestre de dominação do fogo que não é aliado da nação. Chey convence os três a conhecer Jeong Jeong. Este por sua vez se recusa a ensinar Aang. Após a intervenção do Avatar Roku, Jeong Jeong concorda em ensiná-lo. Durante suas instruções, Aang brinca descuidadamente com as chamas e queima acidentalmente Katara, que descobre seus poderes de cura. Ainda assim, Aang considera o fogo como perigoso e promete nunca mais usá-lo. |              | |              |                  |                                           |                         |                  |
| 17 | 17           | "The Northern Air Temple" "O Templo do Ar do Norte"                                                                                                   | DR Movie     | Dave Filoni      | Elizabeth Welch Ehasz                     | 4 de novembro de 2005   | 117              |
| Um contador de histórias diz ao grupo sobre pessoas capazes de voar. De acordo com a história, essas pessoas residiam no Templo de Ar do Norte. O grupo decide verificar isso, mas ficam desapontados ao perceberem que são apenas pessoas normais planando. Aang fica triste quando descobre que o Templo do Norte foi tão dramaticamente alterado desde a última vez que o visitou. Teo, um jovem paraplégico, convence Aang a abrir a única área restante do templo deixada intacta. Ao abrir a sala, ele fica chocado ao ver dezenas de invenções com insígnias da Nação do Fogo. O Mecânico, o pai de Teo, confessa ajudar a Nação do Fogo a construir armas. Quando estes chegam para recolher sua última invenção, Aang lhes diz para sair. A Nação do Fogo lança um ataque contra o templo, mas Aang e os demais conseguem se defender com sucesso contra a investida. No entanto, a Nação do Fogo consegue recuperar a invenção, um balão de guerra. |              | |              |                  |                                           |                         |                  |
| 18 | 18           | "The Waterbending Master" "O Mestre de Dobra D'água" "O Mestre do Waterbending"                                                                       | JM Animation | Giancarlo Volpe  | Michael Dante DiMartino                   | 18 de novembro de 2005  | 118              |
| O grupo espreita pelas águas que circundam o Polo Norte, procurando a Tribo da Água do Norte. Eles são encontrados por um grupo de dominadores de água da tribo, que lhes mostram o caminho. Ao chegar, o grupo é recebido calorosamente pelos cidadãos. O chefe da tribo faz uma grande festa na celebração da chegada do Avatar e Sokka conhece a princesa Yue, pela qual ele se apaixona. Aang e Katara procuram aprender a dominação de água com o mestre Pakku, mas ele se recusa a ensinar Katara devido aos costumes sexistas. A garota no entanto prova-se digna, e Pakku finalmente ensina os dois. Enquanto isso, o Almirante Zhao contrata piratas para assassinar Zuko e depois se prepara para um ataque contra a Tribo da Água. |              | |              |                  |                                           |                         |                  |
| 19 | 19           | "The Siege of the North, Part 1" "O Cerco do Norte, Parte 1"                                                                                          | DR Movie     | Lauren MacMullan | John O'Bryan                              | 2 de dezembro de 2005   | 119              |
| À medida que as forças da Nação do Fogo se aproximam da Tribo da Água do Norte, os líderes e os cidadãos se esforçam para encontrar uma maneira de se defender contra a armada. Quando a noite começa a cair, o Almirante Zhao decide suspender o ataque, já que os dominadores de água são mais fortes sob o luar. Zuko deixa o navio de Zhao e infiltra-se sozinho na tribo, procurando capturar Aang. Este decide entrar no Mundo Espiritual e falar com os espíritos da lua e do oceano para ver se eles poderiam dar-lhe a sabedoria para derrotar a Nação do Fogo. No entanto, após o espírito de Aang ir para o Mundo Espiritual, Zuko consegue sequestrar seu corpo. |              | |              |                  |                                           |                         |                  |
| 20 | 20           | "The Siege of the North, Part 2" "O Cerco do Norte, Parte 2"                                                                                          | JM Animation | Dave Filoni      | Aaron Ehasz                               | 2 de dezembro de 2005   | 120              |
| Zuko luta para encontrar abrigo em meio ao Polo Norte, enquanto Sokka, Katara e Yue procuram por ele e por Aang. Na Tribo da Água do Norte, a Nação do Fogo consegue infiltrar-se na cidade. O Almirante Zhao mata o espírito da Lua, Tui, fazendo os dominadores de água perderem suas habilidades. Com raiva, Aang, que foi resgatado junto com Zuko, entra no Estado de Avatar e destrói a armada e o exército da Nação do Fogo inteiro, com exceção de Iroh e Zuko. Yue, que foi embutida com a energia do espírito da Lua quando era um bebê, sacrifica-se para revivê-lo. |              | |              |                  |                                           |                         |                  |

## Recepção e prêmios
Os críticos apreciaram a primeira temporada de Avatar: The Last Airbender porque atraiu a atenção de "uma audiência além do mercado infantil com uma animação nítida e narrativa em camadas". Quanto à qualidade de vídeo e imagem, Gord Lacey da TVShowsOnDVD.com afirma que "as cores são brilhantes e a imagem é quase perfeita". Ele comenta ainda que "o áudio é muito bom, com muitos efeitos direcionais e faixas musicais agradáveis". A revisora da Barnes & Noble Christina Urban elogiou a combinação magistral da temporada de "elementos do kung fu chinês, filosofia tibetana, formas de artes marciais japonesas e até mesmo crenças espirituais hindus". De acordo com Aaron Bynum da AnimationInsider.net, "a série registrou ganhos ano-a-ano de dois dígitos em maio". Ele também disse que o programa foi mais assistido entre meninos de nove a catorze anos, e atraiu muitos grupos de idade e gênero dentre seus 1,1 milhão de telespectadores que assistiram cada novo episódio.
Além disso, a temporada ganhou muitos prêmios ao longo de sua exibição. Durante o 33º Prêmios Annie, o programa foi nomeado para o prêmio de "melhor produção de televisão animada". O episódio "The Fortuneteller" foi nomeado para o prêmio de "melhor roteiro para uma produção de televisão animada". Já "The Deserter" ganhou o prêmio de melhor "storyboarding em uma produção de televisão animada". Durante os Prêmios Pulcinella de 2005, a temporada ganhou o prêmio "melhor série de ação/aventura" e o prêmio de "melhor série de televisão".

## Lançamentos em DVD
A Nickelodeon começou a lançar os DVDs da primeira temporada na América do Norte em 31 de janeiro de 2006 com uma série de conjuntos de discos únicos contendo quatro episódios por disco. Mais tarde, a coleção "Complete Book 1 Collection Box Set" foi lançada em seis discos em 12 de setembro de 2006 e contava com todos os vinte episódios mais extras.
As versões PAL com discos únicos individuais começaram a ser lançados em 19 de fevereiro de 2007. Tal como ocorreu com os DVDs NTSC originais da Região 1, cada DVD contém quatro episódios. A coleção completa foi lançada em 26 de janeiro de 2009, contendo os vinte episódios em cinco discos. O lançamento na Região 4 ocorreu entre 2008 e 2009 e também foi feita através de discos individuais.

### Datas de lançamento
| Volume  | Discos | Episódios | Data de lançamento     | Data de lançamento      | Data de lançamento  |
| Volume  | Discos | Episódios | Região 1               | Região 2                | Região 4            |
| ------- | ------ | --------- | ---------------------- | ----------------------- | ------------------- |
| 1       | 1      | 4         | 31 de janeiro de 2006  | 19 de fevereiro de 2007 | 15 de março de 2007 |
| 2       | 1      | 4         | 28 de março de 2006    | 4 de junho de 2007      | 5 de julho de 2007  |
| 3       | 1      | 4         | 30 de maio de 2006     | 3 de setembro de 2007   | 13 de março de 2008 |
| 4       | 1      | 4         | 18 de julho de 2006    | 18 de fevereiro de 2008 | 19 de junho de 2008 |
| 5       | 1      | 4         | 19 de setembro de 2006 | 26 de maio de 2008      | 5 de março de 2009  |
| Box set | 6      | 20        | 12 de setembro de 2006 | 26 de janeiro de 2009   | 4 de junho de 2009  |

## Adaptação cinematográfica
Em 8 de janeiro de 2007, Paramount Pictures e Nickelodeon Movies anunciaram que tinham contratado M. Night Shyamalan para escrever, dirigir e produzir uma trilogia de filmes live-action baseados na série; o primeiro desses filmes mostraria os acontecimentos da primeira temporada. Devido a problemas com o filme Avatar de James Cameron, a produção foi intitulada apenas The Last Airbender.
Com um orçamento de cento e cinquenta milhões de dólares, teve Noah Ringer no papel de Aang e Jackson Rathbone, Nicola Peltz e Dev Patel como Sokka, Katara e Zuko, respectivamente. Foi lançado nos Estados Unidos em 1 de julho de 2010, e recebeu críticas negativas tanto de revisores como dos fãs, ganhando cinco categorias no Framboesa de Ouro de 2011, entre elas a de pior filme. Devido a isso, não houve confirmação para os filmes seguintes da série.